# Porsche Tennis Grand Prix 2019 - Doppio
Raquel Kops-Jones e Anna-Lena Grönefeld erano le detentrici del titolo, ma non hanno partecipato insieme a questa edizione del torneo. Kops-Jones ha fatto coppia con Katarina Srebotnik; le due hanno perso nei quarti di finale contro Anastasija Pavljučenkova e Lucie Šafářová. Grönefeld ha fatto coppia con Demi Schuurs; le due hanno perso al primo turno contro Gabriela Dabrowski e Jeļena Ostapenko.
In finale Mona Barthel e Anna-Lena Friedsam hanno sconfitto Pavljučenkova e Šafářová con il punteggio di 2-6, 6-3, [10-6].

## Teste di serie
1. Nicole Melichar /  Květa Peschke (primo turno)
2. Anna-Lena Grönefeld /  Demi Schuurs (primo turno)

1. Makoto Ninomiya /  Abigail Spears (primo turno)
2. Raquel Kops-Jones /  Katarina Srebotnik (quarti di finale)

## Wildcard
1. Anastasija Pavljučenkova /  Lucie Šafářová (finale)

1. Mona Barthel /  Anna-Lena Friedsam (campionesse)

## Tabellone

### Legenda
| - Q = Qualificato - WC = Wild card - LL = Lucky loser | - ALT = Alternate - SE = Special Exempt - PR = Protected Ranking | - w/o = Walkover - r = Ritirato - d = Squalificato |

|  | Primo turno                          | Primo turno                          | Primo turno                          | Primo turno | Primo turno |  |  | Quarti di finale         | Quarti di finale           | Quarti di finale           | Quarti di finale           | Quarti di finale           |   |     | Semifinali | Semifinali                 | Semifinali               | Semifinali             | Semifinali |   |      | Finale | Finale | Finale | Finale | Finale |  |
|  |                                      |                                      |                                      |             |             |  |  |                          |                            |                            |                            |                            |   |     |            |                            |                          |                        |            |   |      |        |        |        |        |        |  |
|  | 1                                    | N Melichar K Peschke                 | 7                                    | 5           | [11]        |  |  |                          |                            |                            |                            |                            |   |     |            |                            |                          |                        |            |   |      |        |        |        |        |        |  |
|  |                                      | D Jurak R Olaru                      | 5                                    | 7           | [13]        |  |  | D Jurak R Olaru          | D Jurak R Olaru            | 6                          | 2                          | [8]                        |   |     |            |                            |                          |                        |            |   |      |        |        |        |        |        |  |
|  | S Aoyama L Marozava                  | S Aoyama L Marozava                  | S Aoyama L Marozava                  | 2           | 0           |  |  | A Blinkova O Kalašnikova | A Blinkova O Kalašnikova   | 3                          | 6                          | [10]                       |   |     |            |                            |                          |                        |            |   |      |        |        |        |        |        |  |
|  | A Blinkova O Kalašnikova             | A Blinkova O Kalašnikova             | A Blinkova O Kalašnikova             | 6           | 6           |  |  |                          |                            |                            |                            |                            |   |     |            | A Blinkova O Kalašnikova   | A Blinkova O Kalašnikova | 4                      | 5          |   |      |        |        |        |        |        |  |
|  | 4                                    | R Kops-Jones K Srebotnik             | R Kops-Jones K Srebotnik             | 6           | 6           |  |  |                          |                            | WC                         | A Pavljučenkova L Šafářová | A Pavljučenkova L Šafářová | 6 | 7   |            |                            |                          |                        |            |   |      |        |        |        |        |        |  |
|  |                                      | D Jakupovič A Klepač                 | D Jakupovič A Klepač                 | 4           | 4           |  |  | 4                        | R Kops-Jones K Srebotnik   | R Kops-Jones K Srebotnik   | 0                          | 2                          |   |     |            |                            |                          |                        |            |   |      |        |        |        |        |        |  |
|  | WC                                   | A Pavljučenkova L Šafářová           | A Pavljučenkova L Šafářová           | 7           | 6           |  |  | WC                       | A Pavljučenkova L Šafářová | A Pavljučenkova L Šafářová | 6                          | 6                          |   |     |            |                            |                          |                        |            |   |      |        |        |        |        |        |  |
|  |                                      | L Kičenok N Kičenok                  | L Kičenok N Kičenok                  | 65          | 4           |  |  |                          |                            |                            |                            |                            |   |     | WC         | A Pavljučenkova L Šafářová | 6                        | 3                      | [6]        |   |      |        |        |        |        |        |  |
|  |                                      | K Christian V Zvonarëva              | K Christian V Zvonarëva              | 3           | 1           |  |  |                          |                            |                            |                            |                            |   |     |            |                            | WC                       | M Barthel A-L Friedsam | 2          | 6 | [10] |        |        |        |        |        |  |
|  | WC                                   | M Barthel A-L Friedsam               | M Barthel A-L Friedsam               | 6           | 6           |  |  | WC                       | M Barthel A-L Friedsam     | 6                          | 3                          | [10]                       |   |     |            |                            |                          |                        |            |   |      |        |        |        |        |        |  |
|  |                                      | M Minella A Petković                 | M Minella A Petković                 | 7           | 6           |  |  |                          | M Minella A Petković       | 3                          | 6                          | [6]                        |   |     |            |                            |                          |                        |            |   |      |        |        |        |        |        |  |
|  | 3                                    | M Ninomiya A Spears                  | M Ninomiya A Spears                  | 64          | 3           |  |  |                          |                            |                            |                            |                            |   |     | WC         | M Barthel A-L Friedsam     | 4                        | 6                      | [11]       |   |      |        |        |        |        |        |  |
|  | MJ Martínez Sánchez S Sorribes Tormo | MJ Martínez Sánchez S Sorribes Tormo | MJ Martínez Sánchez S Sorribes Tormo | 2           | 3           |  |  |                          |                            |                            | G Dabrowski J Ostapenko    | 6                          | 2 | [9] |            |                            |                          |                        |            |   |      |        |        |        |        |        |  |
|  | B Bencic A Rosolska                  | B Bencic A Rosolska                  | B Bencic A Rosolska                  | 6           | 6           |  |  | B Bencic A Rosolska      | B Bencic A Rosolska        | 6                          | 5                          | [9]                        |   |     |            |                            |                          |                        |            |   |      |        |        |        |        |        |  |
|  |                                      | G Dabrowski J Ostapenko              | G Dabrowski J Ostapenko              | 6           | 6           |  |  | G Dabrowski J Ostapenko  | G Dabrowski J Ostapenko    | 2                          | 7                          | [11]                       |   |     |            |                            |                          |                        |            |   |      |        |        |        |        |        |  |
|  | 2                                    | A-L Grönefeld D Schuurs              | A-L Grönefeld D Schuurs              | 1           | 2           |  |  |                          |                            |                            |                            |                            |   |     |            |                            |                          |                        |            |   |      |        |        |        |        |        |  |